# Miamimyiops mattoensis
Miamimyiops mattoensis är en tvåvingeart som beskrevs av Townsend 1939. Miamimyiops mattoensis ingår i släktet Miamimyiops och familjen parasitflugor. Inga underarter finns listade i Catalogue of Life.